# Machlolophus
Genre
Machlolophus est un genre de passereaux de la famille des Paridae. Il comprend cinq espèces de mésanges.

## Répartition
Ce genre se trouve à l'état naturel dans le Sud et l'Est de l'Asie,,,.

## Liste alphabétique des espèces
Selon la classification de référence du Congrès ornithologique international (version 8.2, 2018) :
- Machlolophus aplonotus (Blyth, 1847) — Mésange jaune
  - Machlolophus aplonotus aplonotus (Blyth, 1847)
  - Machlolophus aplonotus travancoreensis Whistler & Kinnear, 1932
- Machlolophus holsti (Seebohm, 1894) — Mésange de Formose, Mésange de Taïwan
- Machlolophus nuchalis (Jerdon, 1845) — Mésange à ailes blanches
- Machlolophus spilonotus (Bonaparte, 1850) — Mésange à dos tacheté, Mésange royale
  - Machlolophus spilonotus basileus Delacour, 1932
  - Machlolophus spilonotus rex (David, 1874)
  - Machlolophus spilonotus spilonotus (Bonaparte, 1850)
  - Machlolophus spilonotus subviridis (Blyth, 1855)
- Machlolophus xanthogenys (Vigors, 1831) — Mésange à joues jaunes